# Демидов, Елим Павлович
Елим (Элим) Павлович Демидов (25 июля [6 августа] 1868, Вена — 29 марта 1943, Афины) — российский дипломат из рода Демидовых, князь Сан-Донато, действительный статский советник. Старший сын Павла Павловича Демидова и княжны Марии Мещерской. Известен поддержкой российского шахматного движения.

## Биография
Редкое имя получил в честь деда, князя Элима Мещерского. Трижды бывал в Нижнем Тагиле. Заводского дела он не понимал и вникать не хотел, приходил в ужас от пыли, жара и шума.
В 1890 году окончил Императорский Александровский лицей, 18 мая этого же года поступил на службу в Министерстве иностранных дел. К службе отнёсся легкомысленно: начал с того, что четыре дня пропадал на охоте. Для покрытия долгов распродавал исключительную, по отзывам современников, коллекцию «старых мастеров», собранную его отцом.
В 1891 году был удостоен придворного звания камер-юнкера. В декабре 1891 года ему было разрешено пользоваться пожалованным итальянским королём его отцу титулом князя Сан-Донато, но лишь в пределах Итальянского королевства.
В 1894 году был назначен в посольство в Лондоне сверх штата, а в 1897 — вторым секретарём посольства в чине надворного советника.
В 1901 году был пожалован придворным званием «в должности егермейстера». В 1902 году получил назначение на должность первого секретаря посольства в Мадриде, а в 1903 году — первого секретаря посольства в Копенгагене. С 1905 по 1908 год был первым секретарём посольства в Вене. В 1911 году получил назначение на должность советника посольства в Париже, а с 1912 по 1917 год являлся чрезвычайным посланником и полномочным министром в Греции «при его величестве короле эллинов». 14 апреля 1913 года был произведён в действительные статские советники. В этом же году получил наследство от троюродного дяди Ю. С. Нечаева-Мальцова.

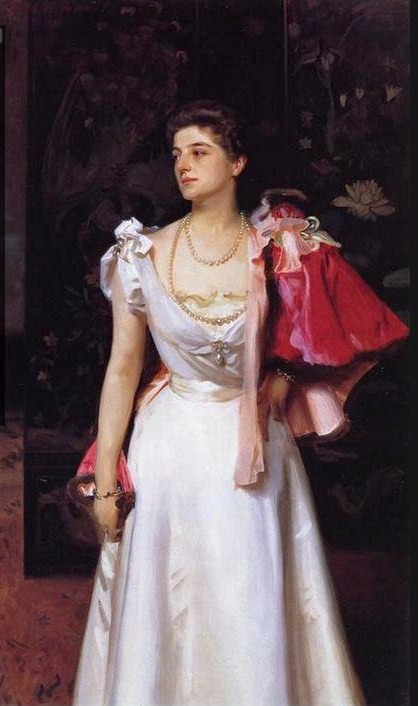
София Демидова на портрете Д. Сарджента (1896)

По состоянию на 1917 год оставался в чине действительного статского советника. После февральских событий 1917 года в Россию не вернулся. В 1920 году представлял правительство генерала Врангеля. Был почётным атташе Югославии в Греции. Способствовал браку своего племянника Павла Югославского с Ольгой Греческой.
Скончался Елим Демидов в 1943 году в Афинах и был там же похоронен в приходе Троицкой посольской церкви. После войны вилла Сан-Донато отошла муниципалитету Флоренции, и вскоре рядом с ней вырос новый городской квартал.

## Награды
- Орден Св. Анны 2-й степени (1903).
- Орден Св. Владимира 4-й степени (1908).
- Орден Св. Станислава 1-й степени (1915)

## Семья
Венчание Е. П. Демидова с графиней Софьей Илларионовной Воронцовой-Дашковой (1870—1953) состоялось в Исаакиевском соборе 18 (30) апреля 1893 года. Новобрачная была дочерью кавказского наместника графа И. И. Воронцова-Дашкова, фрейлиной двора (с 1889) и лучшей подругой великой княжны Ксении. Детей в браке не было.
До и после революции София Илларионовна жила с мужем в Греции, где стояла во главе почти всех благотворительных организаций и тратила личные средства на поддержку нуждающихся соотечественников. В 1919 году по её инициативе был создан Союз помощи русским в Греции. В 1921 году была избрана заместителем председателя Союза русских православных христиан. Состояла председательницей Дамского комитета при русской гимназии в Афинах. В 1931 году избрана почётной председательницей сестричества при русской Свято-Троицкой церкви. В 1923 году были опубликованы воспоминания Софии Илларионовны. Скончалась на 83-м году жизни и была похоронена рядом с мужем.

## Сочинения
- After wild sheep in the Altai and Mongolia, by E. Demidoff, prince San Donato.  London : R. Ward, 1900[7]